# Zeuxine africana
Zeuxine africana är en orkidéart som beskrevs av Heinrich Gustav Reichenbach. Zeuxine africana ingår i släktet Zeuxine och familjen orkidéer. Inga underarter finns listade i Catalogue of Life.